# Elfy Haindl-Lapoirie
Elfy Haindl-Lapoirie (* 1907 in Bad Vöslau als Elfriede Haindl; † 1969 in Paris als Elfy Lapoirie) war eine österreichische Malerin.

## Leben
Nach einem Studium an der Kunstgewerbeschule in Wien heiratete sie den holländischen Industriellen De Beaufort und übersiedelte nach Holland. Nach dem Zweiten Weltkrieg trennte sie sich von ihrem Mann, übersiedelt nach Paris und lebte dort als freischaffende Malerin. 
Als Mitglied des Vereins Malerinnen und Bildhauerinnen von Paris (Union des Femmes Peintures et Sculpteurs) 1945-1967 Teilnahme an den jährlichen Kunstsalons im Grand Palais auf der Champs-Elysee. Weiters Ausstellungstätigkeit 1963 bis 1969 als assoziiertes Mitglied im Salon des Indépendants und 1966 bis 1968 Teilnahme am Salon de la Peinture Taurine in Nimes.
Ihre Bilder sind teils mit E. de Beaufort, überwiegend (ab 1947) mit Elfy und – später – mit E. LA POIRIE signiert.

## Charakteristika der Schaffensperioden
- Beginn, Periode I: bis 1947 (flächige Landschaften und Stadtansichten; Ausstellung 1945 im Salon Colcombet, Place Vendome, Paris).
- Periode II 1947 bis 1957 (Ateliergemeinschaft mit dem Kubisten Conrad Kikkert; Studium an der Académie bei Claude Schurr, Meisterklasse bei Mac Avoy, Claude Schurr und  Henri Cadiou; erste Erfolge; Verträge mit mehreren Galerien, Auszeichnungen).
- Periode III 1957 bis 1961 (vorwiegend Landschaftsbilder, Stillleben und Akte; 1958 Auszeichnung in der Kategorie Aktmalerei mit dem 9. Internationalen Preis von Deauville; 1959 Auszeichnung mit dem Großen Preis für Malerei von Deauville; zahlreiche Ausstellungen, unter anderem 1958 in Paris, Brüssel und Amsterdam, 1960 in Wien gemeinsam mit Tamara de Lempicka).
- Übergangsperiode 1959 bis 1961
- Periode IV 1961 bis 1969 (Heirat mit Lapoirie; kubistische Werke; zahlreiche Ausstellungen, unter anderem in Paris, New York, Bregenz, Malmö, Taverny, Versailles, Vichy, Nimes; internationale Erfolge).

## Ausstellungen
Posthume Einzelausstellung: Galerie Szaal (Wien) 1999